# 大北家

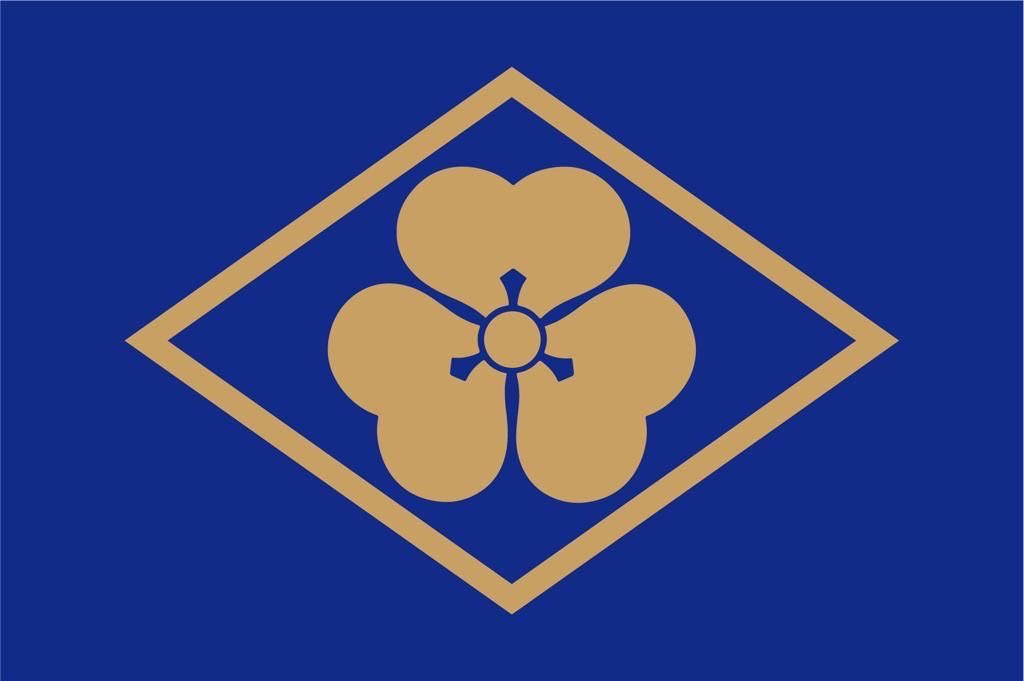
大北家家紋

大北家は、室町時代から医療を業としてきた日本の一家である。

## 歴史
大北家は1337年に成立した南北朝時代からその名を轟かせる医者家系である。
その当時政権を樹立していた天皇を後醍醐天皇という。彼は家柄によってではなく、才能があるものが役職につくことのできる民主的な、宋（中国）のような政治の仕組みを作ることを理想としており、鎌倉幕府を滅ぼすことに奔走した天皇である。
上記理念から、貴族家系ではなく実力主義である武士家系を重んじ、鎌倉幕府を滅ぼした中心人物である新田義貞を大変重用していた。新田義貞は清和源氏天皇の子孫として生まれ、いわゆる皇族として優雅な生活を送っていたが、民主的な政治実現のために後醍醐天皇と時代を奔走した熱い性格の持ち主であった。この新田義貞から分家として派生したのが現「大北家」である。
新田義貞の理念を継ぎ、貴族家系の名に甘んずることなく子孫一人一人の医学的才能を重要視した医学理念を持つ。
30代目の大北文平は大阪大学医学部の前身でもある江戸時代における日本の代表的な医療学校であった「適塾（緒方洪庵医師主催）」で緒方洪庵に教えを請い、日本や世界の最新の医療技術を学んでいた。
35代目の大北美子（よしこ）は女性であるものの、その才能から病院経営を全て任されており、同じく才能溢れる医師の一人である松永亨と結婚。
亨はめまいなどの宇宙病の専門家であったことからニクソン政権時代のアメリカのアポロ計画にも招聘されるという実績をもち、のちに大阪大学耳鼻咽喉科教授や大阪大学付属病院の病院長に選ばれた。
他にも大北美子の妹である大北博子の夫・森和夫は京都大学医学部の優秀な脳外科医であり、1972年に初代の長崎大学脳神経外科教室の教授に選ばれている。